# Myzomela dammermani
Myzomela dammermani là một loài chim trong họ Meliphagidae.
Nó là loài đặc hữu của Sumba ở phía tây quần đảo Sunda nhỏ của Indonesia, nơi nó được tìm thấy trong rừng với thành phần đáng kể là cây rụng lá